# Raymond Robert Forster
Raymond Robert Forster, född 19 juni 1922 i Hastings, Nya Zeeland, död 1 juli 2000 i Dunedin på Sydön, var en nyzeeländsk zoolog främst inriktad på araknologi men även entomologi. Han utbildades vid Victoria University of Wellington.
Forster har beskrivit ett stort antal familjer, släkten och arter bland spindlarna, däribland familjen Monoscutidae. Han har tilldelats flera medaljer och ordnar av drottning Elizabeth II, bland dem Queen Elizabeth II Silver Jubilee Medal (1977) och Queen's Service Order (1984). År 1961 blev Forster upptagen som medlem i Royal Society of New Zealand.